# روتکی، شهرستان کیلتسه
روتکی (لهستانی: Rudki؛ ‏[ˈrutki]) روستایی در شهرستان کیلتسه واقع در استان اشوی‌داشکسیه است که در مرکز-جنوبی لهستان قرار گرفته‌است. این روستا در ۴ کیلومتری شمال نووا سووپیا و ۳۴ کیلومتری شرق کیلتس واقع شده و ۱٬۸۰۰ نفر جمعیت دارد.